# Sulzbach am Main
Sulzbach am Main, Sulzbach a.Main – gmina targowa w Niemczech, w kraju związkowym Bawaria, w rejencji Dolna Frankonia, w regionie Bayerischer Untermain, w powiecie Miltenberg. Leży około 25 km na północny zachód od Miltenberga, nad Menem, przy linii kolejowej Aschaffenburg – Aalen.

## Polityka
Wójtem od 2006 jest Peter Maurer (SPD). Rada gminy składa się z 20 członków:
|      | CSU | SPD | Wolna Grupa Wyborcza | Razem     |
| 2002 | 10  | 4   | 6                    | 20 miejsc |

## Współpraca
Miejscowość partnerska:
- Urrugne, Francja

## Osoby urodzone w Sulzbach am Main
- Franz Joseph Dölger – archeolog
- Hermann Zahn – przedsiębiorca